# Атлет (футбольний клуб)
«Атлет» — аматорський футбольний клуб з міста Києва, заснований 15 липня 2006 року.

## Історія
З 2019 року «Атлет» грає у чемпіонаті України серед аматорів.